# Фолькман, Альфред Вильгельм
Альфред-Вильгельм Фолькман (1800—1877) — немецкий физиолог, ординарный профессор, декан медицинского факультета и ректор Императорского Дерптского университета.

## Биография
С 1821 года изучал медицину в Лейпцигском университете и там же был удостоен степени доктора (1826); посетив с научной целью Лондон и Париж, он в 1828 году начал приват-доцентом читать лекции в Лейпцигском университете и в 1834 году был избран экстраординарным профессором зоотомии.
В 1837 году был приглашен в Дерптский университет ординарным профессором по кафедре физиологии, патологии и семиотики. Хотя Фолькман пробыл в Дерпте всего 6 лет (1837—1843), однако его влияние не только на студентов, но и на научное направление медицинского факультета было значительно: он первый стал знакомить своих слушателей с методом новейших физиологических исследований при помощи экспериментов и микроскопа.
Часть научных работ, благодаря которым Фолькман впоследствии занял видное место в ряду выдающихся физиологов, была написана им уже в Дерпте (например, о строении и функциях нервов, о мозге, о нервной системе и др.); там же он произвел главнейшие предварительные опыты для работ по динамике кровообращения. 30 декабря 1841 г. был утверждён ректором, но в 1842 г. был уволен от этой должности, вследствие чего отказался и от профессуры, и в следующем году переселился в Галле, где занимал кафедру физиологии, а также и анатомии до 1872 г.
Дом Фолькманов в Галле был центром общественной жизни города. Среди его друзей были художники Вильгельм фон Кюгельген и Людвиг Рихтер, музыканты Роберт Франц, Клара и Роберт Шуманы. В 1872 году, после своего пятидесятого докторского юбилея, он полностью ушел из университетской деятельности.
Сын — хирург Рихард Фолькман.